# Slaget vid Ahvola
Slaget vid Ahvola var en batalj under det finska inbördeskriget 1918, mellan de röda och de vita. 
Ahvola är en by i dåvarande finska kommunen Jäskis (fi. Jääski, ry. Лесого́рский) på Karelska näset. Den ligger numera på ryska sidan av gränsen, inte långt från Imatra.
En vit motoffensiv på Karelska näset från den 25 februari varade till den 11 mars och ledde till slaget vid Ahvola, vilket utkämpades i bästa första världskrigs-stil med artilleri och regelrätta skyttegravar. Offensiven utmynnade, som så många liknande slag nere på kontinenten, i ett oavgjort dödläge. Slaget har i historieskrivningen kallats för ett Verdun i miniatyr.
Några skillnader mellan slagen vid Verdun respektive Ahvola är att den förra ägde rum under 10 månader medan den senare ägde rum under knappt nio veckor; att tio-hundratusentals man medverkade i den förra och bara hundratals vid den senare; att 120 000 artillerigranater avlossades per dygn under det förra och knappast fler än 1 000 under den senare. 
Hårda genombrottsstrider ägde rum vid Ahvola när den vita storoffensiven mot Viborg kom igång i april 1918.